# Dignity Health Sports Park

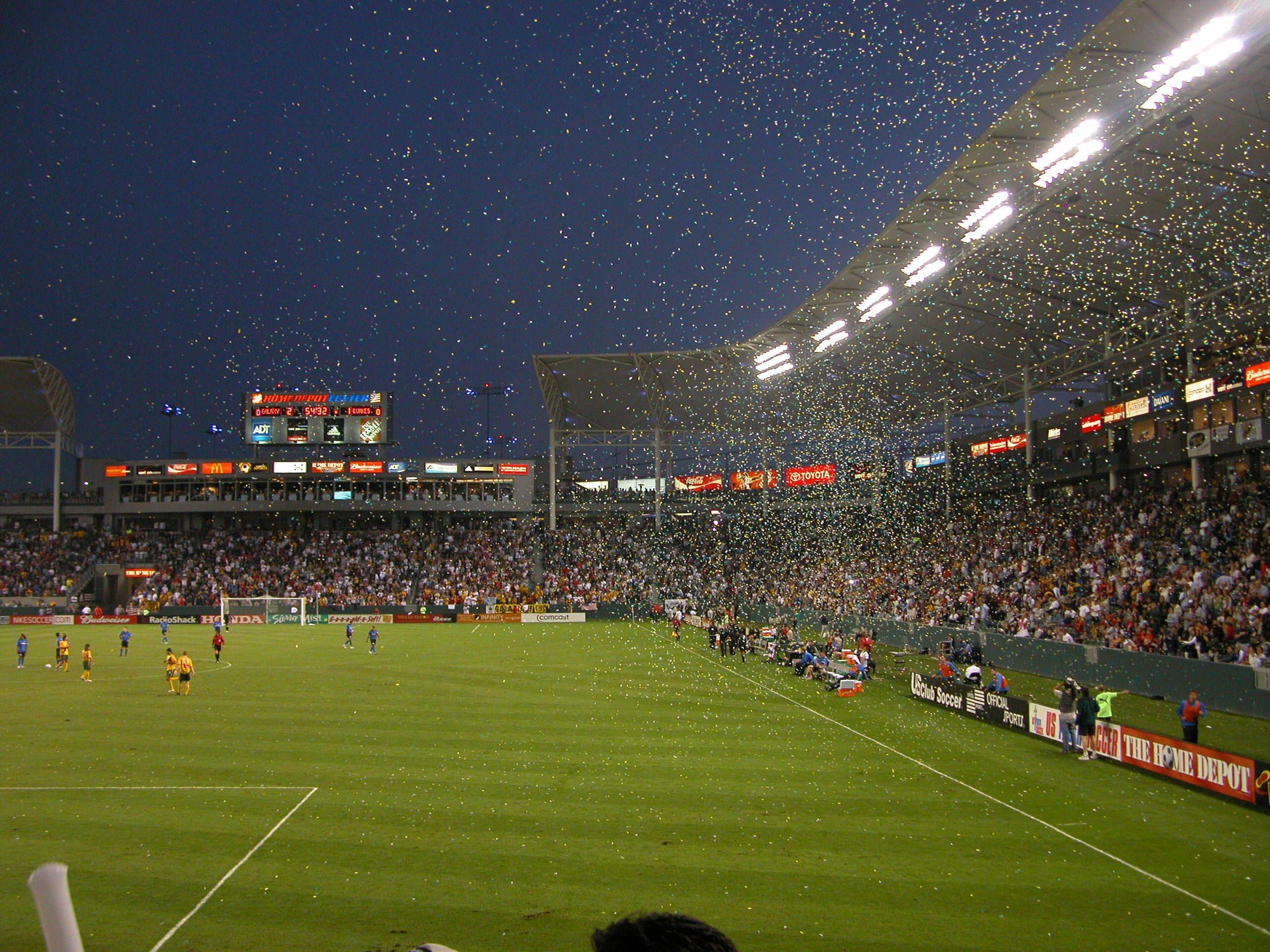
Dignity Health Sports Park

Dignity Health Sports Park – wielofunkcyjny stadion w mieście Carson w Stanach Zjednoczonych. Najczęściej używany jest jako stadion piłkarski, a swoje mecze rozgrywa na nim drużyna Los Angeles Galaxy. Stadion może pomieścić 27 000 widzów. Koszt budowy obiektu wyniósł 130 milionów dolarów. Pierwszy mecz został rozegrany w czerwcu 2003.
W przeszłości nosił nazwy Home Depot Center (gdy sponsorem tytularnym stadionu była sieć Home Depot) oraz StubHub Center.